# Hyper coaster
Hyper coaster (także: mega coaster) – duża kolejka górska, której wysokość konstrukcji i/lub pierwszego spadku zawiera się w przedziale od 200 do 300 stóp, tj. od 61 do 91,4 m. Najczęściej nie posiada inwersji.
Pierwszą kolejką górską na świecie, która przekroczyła wysokość 200 stóp był roller coaster Magnum XL-200 o wysokości 62,5 m wybudowany w 1989 roku w parku Cedar Point przez firmę Arrow Dynamics.
Pierwszą polską kolejką górską kwalifikującą się do tej kategorii jest Hyperion w parku Energylandia o wysokości 77 m ponad poziomem gruntu i pierwszym spadku wynoszącym 82 m (do podziemnego tunelu), wybudowany w 2018 roku przez firmę Intamin. W 2019 roku park Energylandia otworzył roller coaster Zadra, który pobił rekord najwyższej kolejki hybrydowej (stalowo-drewnianej) świata, należący do tej pory do kolejki Steel Vengeance w parku Cedar Point, i również kwalifikuje się do typu hyper coaster przy wysokości 62,8 m.
Jeszcze wyższe kolejki górskie grupuje się w kategorie: giga coaster (od 300 do 400 stóp, tj. od 91,4 do 121,9 m), strata coaster (400–600 stóp, tj. od 121,9 do 182,9 m) oraz exa coaster (powyżej 600 stóp).

## Producenci
W roku 2024 następujące firmy posiadały w stałej ofercie modele kolejek górskich zdolne do przekroczenia bariery wysokości 200 stóp:
| # | Producent                   | Modele                                          | Źródło        |
| - | --------------------------- | ----------------------------------------------- | ------------- |
| 1 | Intamin                     | Mega Coaster, Wing Coaster, Accelerator Coaster | [ 9 ]         |
| 2 | Bolliger & Mabillard        | Hyper Coaster, Dive Coaster                     | [ 10 ]        |
| 3 | Mack Rides                  | Hyper Coaster                                   | [ 11 ]        |
| 4 | Gerstlauer                  | Infinity Coaster                                | [ 12 ]        |
| 5 | Rocky Mountain Construction | I-Box Track                                     | [ 13 ] [ 14 ] |
| 6 | S&S Sansei                  | Air Launch Coaster, 4D Coaster                  | [ 15 ]        |
| 7 | Vekoma                      | Tilt Coaster                                    | [ 16 ] [ 17 ] |

Ponadto w swojej historii pojedyncze wysokie kolejki górskie budowały firmy takie jak: TOGO, Giovanola, Chance Morgan, Arrow Dynamics, RCCA oraz ART Engineering.

## Kolejki górskie typuhyper coaster

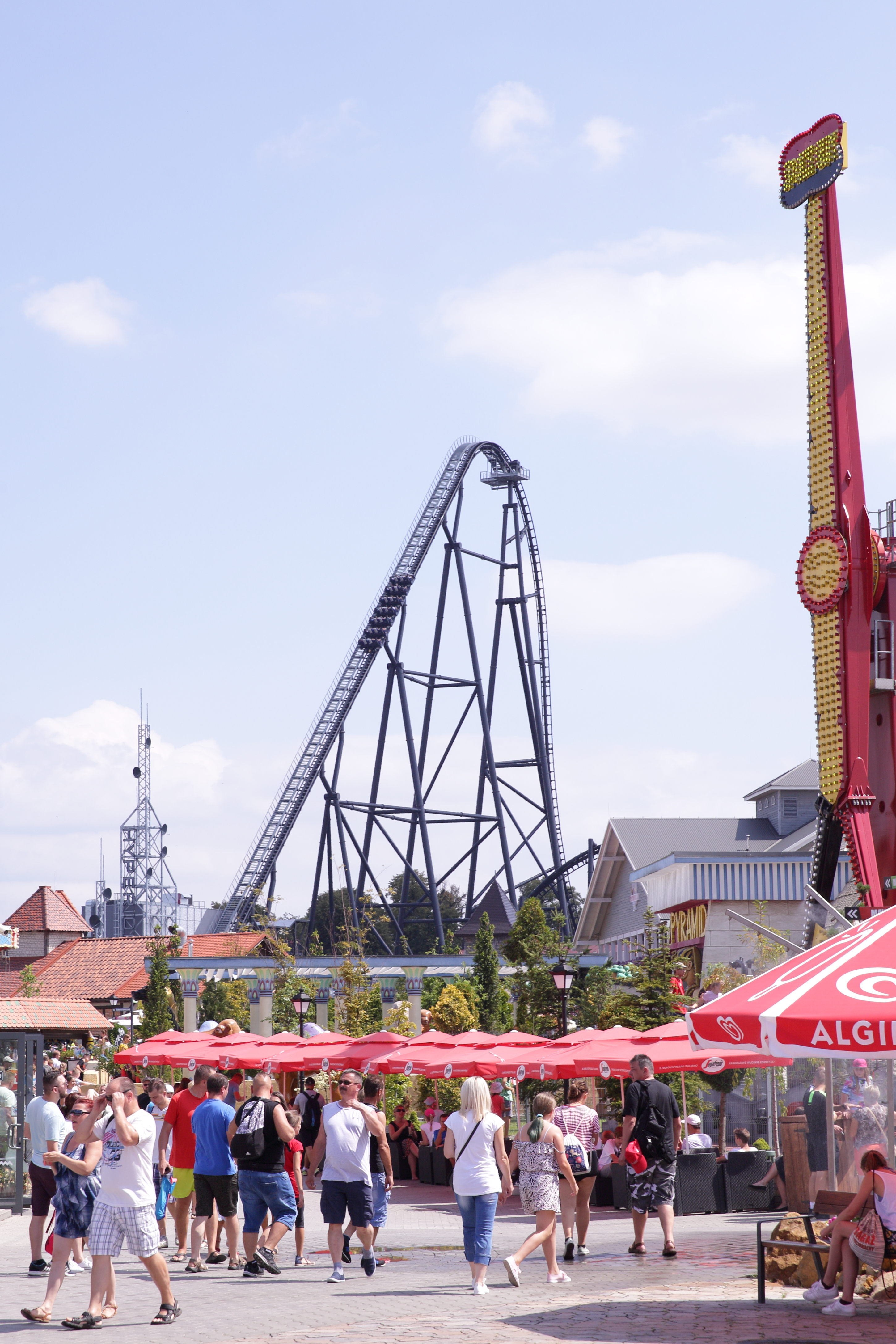
Hyperion, Energylandia

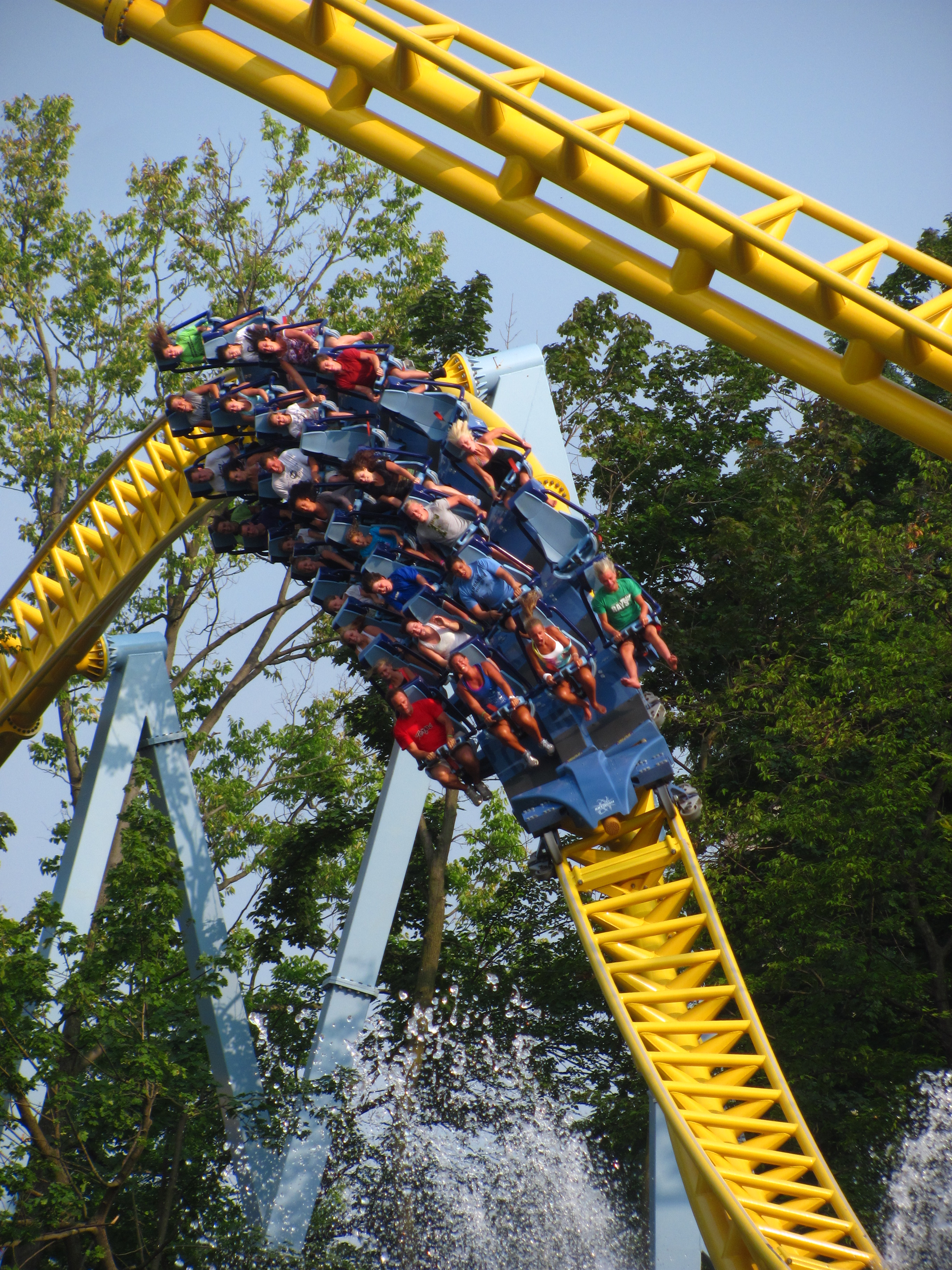
Skyrush, Hersheypark

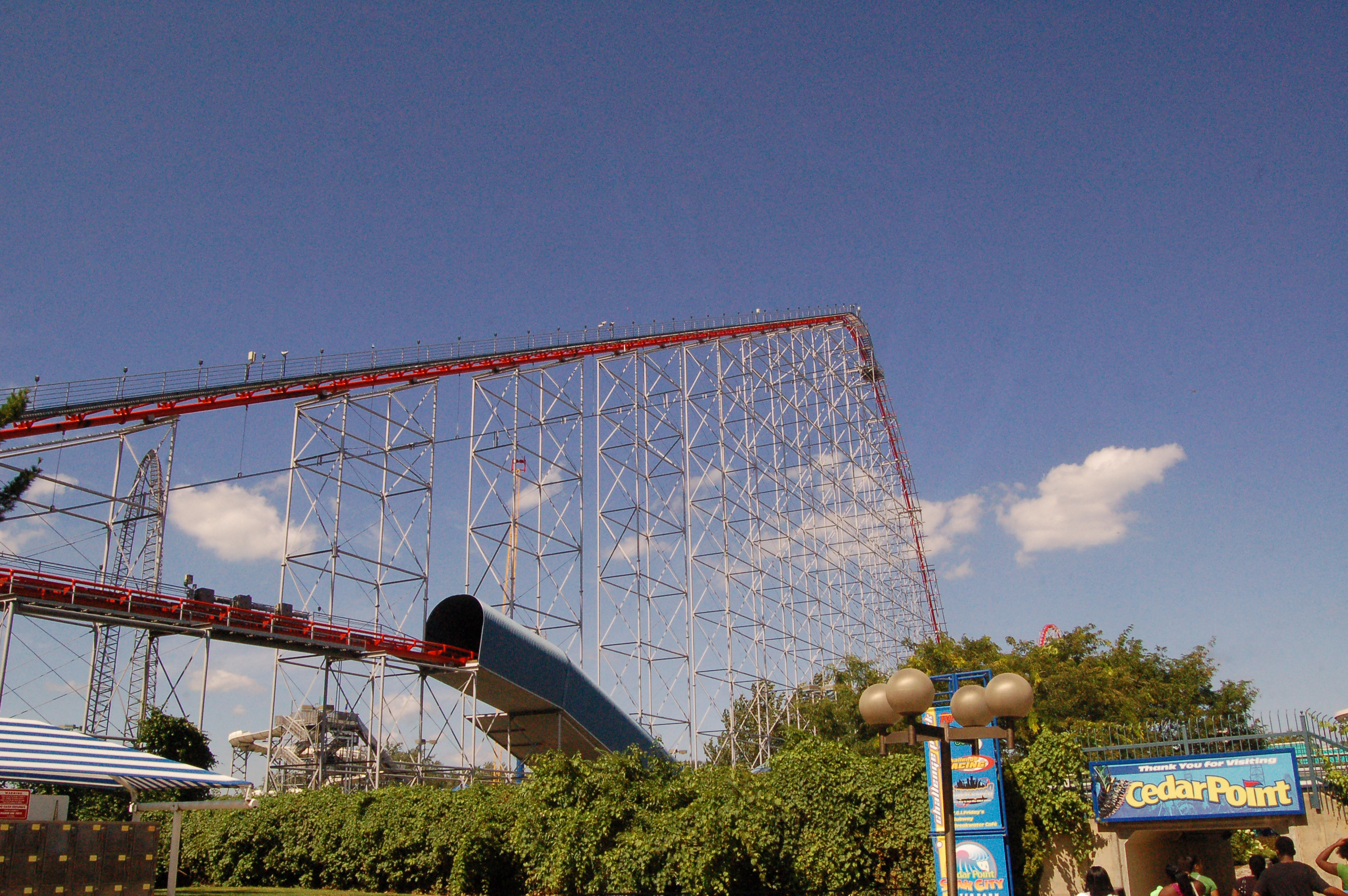
Magnum XL-200, Cedar Point

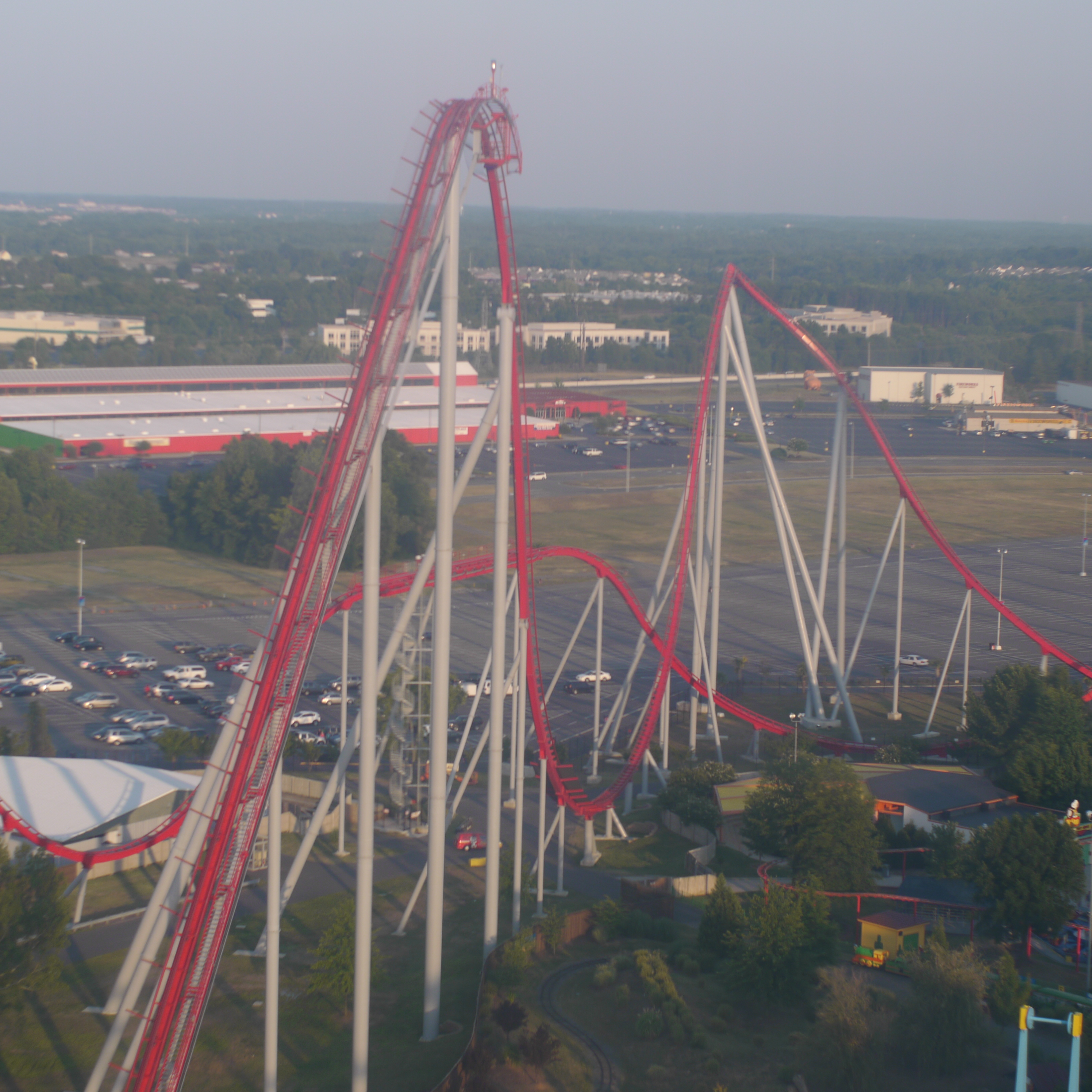
Thunder Striker, Carowinds

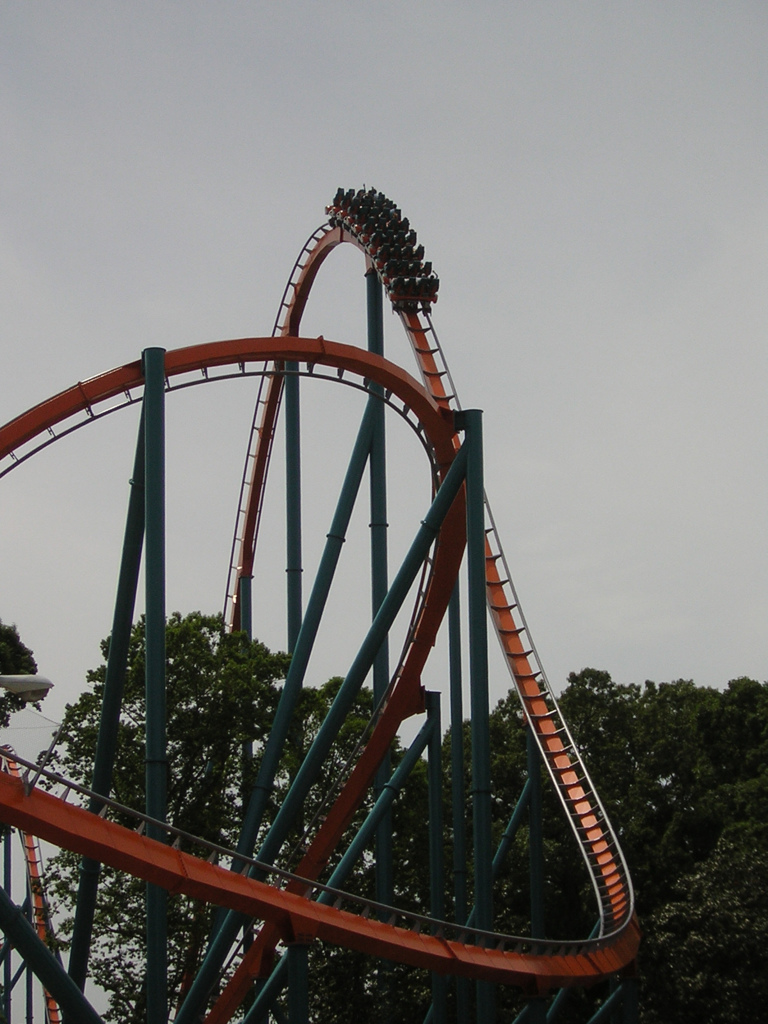
Goliath, Six Flags Over Georgia

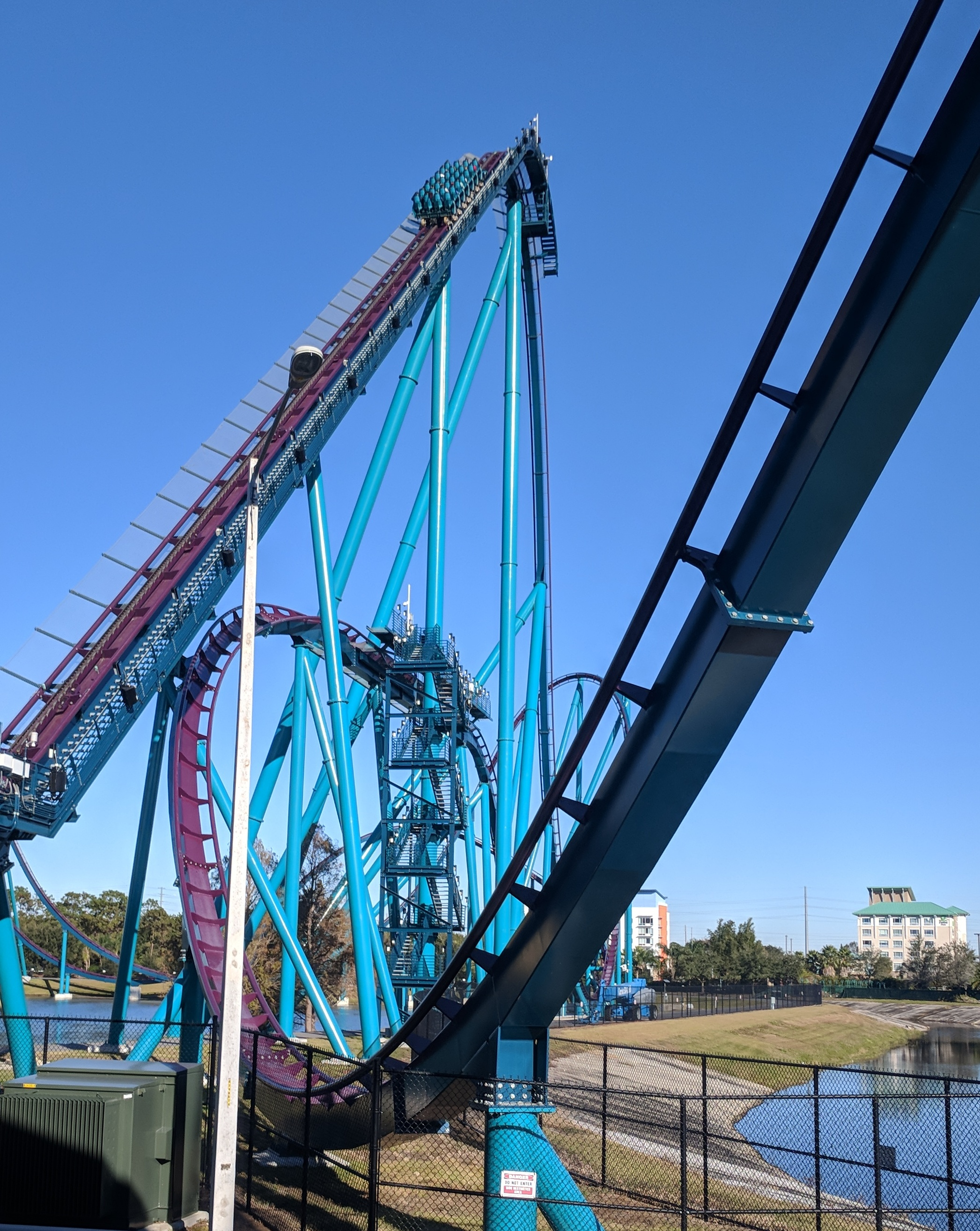
Mako, SeaWorld Orlando

Poniższa lista prezentuje wybudowane i planowane kolejki górskie typu hyper coaster o obiegu zamkniętym, uszeregowane według wysokości pierwszego spadku.
| #  | Nazwa                      | Park                         | Park                                | Data otwarcia     | Producent       | Model                | Wysokość 1. spadku | Wysokość konstrukcji | Status            | Źródło |
| -- | -------------------------- | ---------------------------- | ----------------------------------- | ----------------- | --------------- | -------------------- | ------------------ | -------------------- | ----------------- | ------ |
| 1  | Hyperion                   | Polska                       | Energylandia                        | 14 lipca 2018     | Intamin         | Mega Coaster         | 82 m               | 77 m                 | działa            | [ 5 ]  |
| 2  | Shambhala                  | Hiszpania                    | PortAventura                        | 12 maja 2012      | B&M             | Hyper Coaster        | 78 m               | 76 m                 | działa            | [ 19 ] |
| 3  | Coaster Through the Clouds |                              | Nanchang Wanda Park                 | 28 maja 2016      | Intamin         | Mega Coaster         | 78 m               | 74 m                 | działa            | [ 20 ] |
| 4  | Goliath                    | Stany Zjednoczone            | Six Flags Magic Mountain            | 11 lutego 2000    | Giovanola       | Mega Coaster         | 77,7 m             | 71,6 m               | działa            | [ 21 ] |
| 5  | Titan                      | Stany Zjednoczone            | Six Flags Over Texas                | 27 kwietnia 2001  | Giovanola       | Mega Coaster         | 77,7 m             | 74,7 m               | działa            | [ 22 ] |
| 6  | Eejanaika                  | Japonia                      | Fuji-Q Highland                     | 19 lipca 2006     | S&S Sansei      | 4D Coaster           | 76 m               | 76 m                 | działa            | [ 23 ] |
| 7  | Yukon Striker              | Kanada                       | Canada’s Wonderland                 | 3 maja 2019       | B&M             | Dive Coaster         | 74,7 m             | 68 m                 | działa            | [ 24 ] |
| –  | Spitfire                   | Arabia Saudyjska             | Six Flags Qiddiya                   | 2025              | Intamin         | LSM Launch Coaster   | 73 m               | 73 m                 | w budowie         | [ 25 ] |
| 8  | Hyperia                    | Wielka Brytania              | Thorpe Park                         | 24 maja 2024      | Mack Rides      | Hypercoaster         | 71,9 m             | 71,9 m               | działa            | [ 26 ] |
| 9  | Behemoth                   | Kanada                       | Canada’s Wonderland                 | 4 maja 2008       | B&M             | Hyper Coaster        | 70,1 m             | 70,1 m               | działa            | [ 27 ] |
| 10 | Fujiyama                   | Japonia                      | Fuji-Q Highland                     | lipiec 1997       | TOGO            | Sitdown Coaster      | 70 m               | 79 m                 | działa            | [ 28 ] |
| 11 | Dinoconda                  |                              | China Dinosaurs Park                | 29 kwietnia 2012  | S&S Sansei      | 4D Coaster           | 69 m               | 69 m                 | działa            | [ 29 ] |
| 12 | Phantom's Revenge          | Stany Zjednoczone            | Kennywood                           | 1991              | Arrow Dynamics  | Hyper Coaster        | 69,5 m             | 48,8 m               | działa            | [ 30 ] |
| –  | Desperado                  | Stany Zjednoczone            | Buffalo Bill's Resort & Casino      | 1994              | Arrow Dynamics  | Hyper Coaster        | 68,6 m             | 63,7 m               | nieczynna         | [ 31 ] |
| 13 | Superman the Ride          | Stany Zjednoczone            | Six Flags New England               | 5 maja 2000       | Intamin         | Mega Coaster         | 67,4 m             | 63,4 m               | działa            | [ 32 ] |
| 14 | Bullet Coaster             |                              | Happy Valley Nanshan                | 28 lipca 2012     | S&S Sansei      | Air Launch Coaster   | 67,4 m             | 60 m                 | działa            | [ 33 ] |
| 15 | OCT Thrust SSC1000         |                              | Happy Valley Hongshan               | 8 marca 2014      | S&S Sansei      | Air Launch Coaster   | 67,4 m             | 60 m                 | działa            | [ 34 ] |
| 16 | Steel Curtain              | Stany Zjednoczone            | Kennywood                           | 13 lipca 2019     | S&S Sansei      | ?                    | 67,1 m             | 67,1 m               | działa            | [ 35 ] |
| 17 | Silver Star                | Niemcy                       | Europa-Park                         | 23 marca 2002     | B&M             | Hyper Coaster        | 67 m               | 73 m                 | działa            | [ 36 ] |
| 18 | Der Schwur des Kärnan      | Niemcy                       | Hansa Park                          | 1 lipca 2015      | Gerstlauer      | Infinity Coaster     | 67 m               | 73 m                 | działa            | [ 37 ] |
| 19 | Thunder Dolphin            | Japonia                      | Tokyo Dome City                     | 1 maja 2003       | Intamin         | Mega Coaster         | 66,5 m             | 80 m                 | działa            | [ 38 ] |
| 20 | X2                         | Stany Zjednoczone            | Six Flags Magic Mountain            | 12 stycznia 2002  | Arrow Dynamics  | 4D Coaster           | 65,5               | 53,3 m               | działa            | [ 39 ] |
| 21 | Nitro                      | Stany Zjednoczone            | Six Flags Great Adventure           | 7 kwietnia 2001   | B&M             | Hyper Coaster        | 65,5 m             | 70,1 m               | działa            | [ 40 ] |
| 22 | Diamondback                | Stany Zjednoczone            | Kings Island                        | 18 kwietnia 2009  | B&M             | Hyper Coaster        | 65,5 m             | 70,1 m               | działa            | [ 41 ] |
| –  | Son of Beast               | Stany Zjednoczone            | Kings Island                        | 26 maja 2000      | RCCA            | ?                    | 65,2 m             | 66,4 m               | usunięta          | [ 42 ] |
| 23 | Valravn                    | Stany Zjednoczone            | Cedar Point                         | 7 maja 2016       | B&M             | Dive Coaster         | 65,2 m             | 68 m                 | działa            | [ 43 ] |
| 24 | Diving Coaster             |                              | Happy Valley Songjiang              | 16 sierpnia 2009  | B&M             | Dive Coaster         | 64,9 m             | 64,9 m               | działa            | [ 44 ] |
| 25 | Thunder Striker            | Stany Zjednoczone            | Carowinds                           | 27 marca 2010     | B&M             | Hyper Coaster        | 64,3 m             | 70,7 m               | działa            | [ 45 ] |
| 26 | Candymonium                | Stany Zjednoczone            | Hersheypark                         | 3 lipca 2020      | B&M             | Hyper Coaster        | 64 m               | 64 m                 | działa            | [ 46 ] |
| 27 | Apollo's Chariot           | Stany Zjednoczone            | Busch Gardens Williamsburg          | 27 marca 1999     | B&M             | Hyper Coaster        | 64 m               | 51,8 m               | działa            | [ 47 ] |
| 28 | Raging Bull                | Stany Zjednoczone            | Six Flags Great America             | 1 maja 1999       | B&M             | Hyper Coaster        | 63,4 m             | 61,6 m               | działa            | [ 48 ] |
| 29 | Cannibal                   | Stany Zjednoczone            | Lagoon                              | 2 lipca 2015      | ART Engineering | Mega-Coaster / 834 m | 63,4 m             | 63,4 m               | działa            | [ 49 ] |
| –  | Iron Rattler               | Arabia Saudyjska             | Six Flags Qiddiya                   | 2025              | Vekoma          | Tilt Coaster         | 63,4 m             | 63,4 m               | w budowie         | [ 50 ] |
| 30 | Flying Aces                | Zjednoczone Emiraty Arabskie | Ferrari World Abu Dhabi             | 24 lutego 2016    | Intamin         | Wing Coaster         | 63 m               | 63 m                 | działa            | [ 51 ] |
| 31 | Draken                     | Korea Południowa             | Gyeongju World                      | 1 maja 2018       | B&M             | Dive Coaster         | 63 m               | 63 m                 | działa            | [ 52 ] |
| 32 | Zadra                      | Polska                       | Energylandia                        | 22 sierpnia 2019  | RMC             | I-Box Track          | 62,8 m             | 62,8 m               | działa            | [ 6 ]  |
| 33 | Iron Gwazi                 | Stany Zjednoczone            | Busch Gardens Tampa                 | 11 marca 2022     | RMC             | I-Box Track          | 62,8 m             | 62,8 m               | działa            | [ 53 ] |
| 34 | Big One                    | Wielka Brytania              | Blackpool Pleasure Beach            | 28 maja 1994      | Arrow Dynamics  | Hyper Coaster        | 62,5 m             | 64,9 m               | działa            | [ 54 ] |
| 35 | Steel Force                | Stany Zjednoczone            | Dorney Park                         | 30 maja 1997      | Morgan          | ?                    | 62,5 m             | 61 m                 | działa            | [ 55 ] |
| 36 | Ride of Steel              | Stany Zjednoczone            | Darien Lake                         | 15 maja 1999      | Intamin         | Mega Coaster         | 62,5 m             | 63,4 m               | działa            | [ 56 ] |
| 37 | Superman - Ride of Steel   | Stany Zjednoczone            | Six Flags America                   | 13 maja 2000      | Intamin         | Mega Coaster         | 62,5 m             | 60 m                 | działa            | [ 57 ] |
| 38 | Superman el Último Escape  | Meksyk                       | Six Flags Mexico                    | 19 listopada 2004 | Morgan          | ?                    | 62,5 m             | 67 m                 | działa            | [ 58 ] |
| 39 | Mamba                      | Stany Zjednoczone            | Worlds of Fun                       | 18 kwietnia 1998  | Morgan          | ?                    | 62,5 m             | 62,5 m               | działa            | [ 59 ] |
| 40 | Xcelerator                 | Stany Zjednoczone            | Knott’s Berry Farm                  | 22 czerwca 2002   | Intamin         | Accelerator Coaster  | 62,5 m             | 62,5 m               | działa            | [ 60 ] |
| 41 | Griffon                    | Stany Zjednoczone            | Busch Gardens Williamsburg          | 18 maja 2007      | B&M             | Dive Coaster         | 62,5 m             | 62,5 m               | działa            | [ 61 ] |
| 42 | Beyond the Cloud           |                              | Shuzhou Amusement Land Forest World | lipiec 2022       | Mack Rides      | Launch Coaster       | 62 m               | 62 m                 | działa            | [ 62 ] |
| 43 | DC Rivals HyperCoaster     | Australia                    | Warner Bros. Movie World            | 22 września 2017  | Mack Rides      | Hypercoaster         | 61,6 m             | 61,6 m               | działa            | [ 63 ] |
| 44 | SheiKra                    | Stany Zjednoczone            | Busch Gardens Tampa                 | 21 maja 2005      | B&M             | Dive Coaster         | 61 m               | 61 m                 | działa            | [ 64 ] |
| 45 | Skyrush                    | Stany Zjednoczone            | Hersheypark                         | 26 maja 2012      | Intamin         | Wing Coaster         | 61 m               | 61 m                 | działa            | [ 65 ] |
| 46 | Mako                       | Stany Zjednoczone            | SeaWorld Orlando                    | 10 czerwca 2016   | B&M             | Hyper Coaster        | 61 m               | 61 m                 | działa            | [ 66 ] |
| 47 | Steel Vengeance            | Stany Zjednoczone            | Cedar Point                         | 5 maja 2018       | RMC             | I-Box Track          | 61 m               | 62,5 m               | działa            | [ 67 ] |
| 48 | Stealth                    | Wielka Brytania              | Thorpe Park                         | 15 marca 2006     | Intamin         | Accelerator Coaster  | 60,6 m             | 62,5 m               | działa            | [ 68 ] |
| –  | Zaturn                     | Japonia                      | Space World                         | 29 kwietnia 2006  | Intamin         | Accelerator Coaster  | 60,6 m             | 62,6 m               | przeniesiona      | [ 69 ] |
| –  | ?                          | Rosja                        | Золотой Город                       | ?                 | Intamin         | Accelerator Coaster  | 60,6 m             | 62,6 m               | budowa wstrzymana | [ 70 ] |
| 49 | Wild Thing                 | Stany Zjednoczone            | Valleyfair!                         | 11 maja 1996      | Morgan          | ?                    | 59,7 m             | 63,1 m               | działa            | [ 71 ] |
| 50 | Magnum XL-200              | Stany Zjednoczone            | Cedar Point                         | 6 maja 1989       | Arrow Dynamics  | Hyper Coaster        | 59,3 m             | 62,5 m               | działa            | [ 4 ]  |
| 51 | Flash                      |                              | Lewa Adventure                      | 1 stycznia 2016   | Mack Rides      | Hypercoaster         | 58 m               | 61 m                 | działa            | [ 72 ] |
| 52 | Hyper Coaster              | Turcja                       | Land of Legends                     | 2018              | Mack Rides      | Hypercoaster         | 58 m               | 61 m                 | działa            | [ 73 ] |
| 53 | Goliath                    | Stany Zjednoczone            | Six Flags Over Georgia              | 1 kwietnia 2006   | B&M             | Hyper Coaster        | 53,3 m             | 61 m                 | działa            | [ 74 ] |
| 54 | Big Apple Coaster          | Stany Zjednoczone            | New York Hotel & Casino             | 3 stycznia 1997   | TOGO            | Sitdown Looping      | 43,9 m             | 63,9 m               | działa            | [ 75 ] |

### Kolejki o obiegu otwartym
Kolejki górskie spełniające warunek wysokości, lecz nie spełniające warunku toru o obiegu zamkniętym (tzw. shuttle coaster), tradycyjnie nie są zaliczane do typu hyper coaster:
| # | Nazwa                                  | Park                         | Park                      | Data otwarcia    | Producent                 | Model                    | Wysokość 1. spadku | Wysokość konstrukcji | Status    | Źródło |
| - | -------------------------------------- | ---------------------------- | ------------------------- | ---------------- | ------------------------- | ------------------------ | ------------------ | -------------------- | --------- | ------ |
| – | Moonsault Scramble                     | Japonia                      | Fuji-Q Highland           | 24 czerwca 1983  | Meisho Amusement Machines | ?                        | 70 m               | 70 m                 | usunięta  | [ 76 ] |
| 1 | Legendary Twin Dragon                  |                              | Wanda Park Chongqing      | 3 lutego 2021    | Intamin                   | Impulse Coaster          | 70 m               | 70 m                 | działa    | [ 77 ] |
| – | Speed - The Ride                       | Stany Zjednoczone            | Nascar Café               | 28 kwietnia 2000 | Premier Rides             | LIM Shuttle Loop Coaster | 68,3 m             | 68,3 m               | usunięta  | [ 78 ] |
| 2 | Mr. Freeze Reverse Blast               | Stany Zjednoczone            | Six Flags Over Texas      | kwiecień 1998    | Premier Rides             | LIM Shuttle Loop Coaster | 66,4 m             | 66,4 m               | działa    | [ 79 ] |
| 3 | Mr. Freeze Reverse Blast               | Stany Zjednoczone            | Six Flags St. Louis       | 1998             | Premier Rides             | LIM Shuttle Loop Coaster | 66,4 m             | 66,4 m               | działa    | [ 80 ] |
| 4 | Turbo Track                            | Zjednoczone Emiraty Arabskie | Ferrari World Abu Dhabi   | 29 marca 2017    | Intamin                   | LSM Launch Coaster       | 64 m               | 64 m                 | działa    | [ 81 ] |
| 5 | Big Air                                |                              | E-DA Theme Park           | grudzień 2010    | Vekoma                    | Big Air                  | 63,8 m             | 63,8 m               | działa    | [ 82 ] |
| – | Wicked Twister                         | Stany Zjednoczone            | Cedar Point               | 5 maja 2002      | Intamin                   | Impulse Coaster          | 62,8 m             | 65,5 m               | usunięta  | [ 83 ] |
| – | Formula One                            | Tajlandia                    | Pattaya Park Funny Land   | 1999             | produkcja własna parku    | ?                        | 60 m               | 60 m                 | nieczynna | [ 84 ] |
| – | Batman And Robin: The Chiller (Batman) | Stany Zjednoczone            | Six Flags Great Adventure | 1998             | Premier Rides             | LIM Shuttle Loop Coaster | 42,4 m             | 61 m                 | usunięta  | [ 85 ] |
| – | Batman And Robin: The Chiller (Robin)  | Stany Zjednoczone            | Six Flags Great Adventure | 1998             | Premier Rides             | LIM Shuttle Loop Coaster | 32 m               | 61 m                 | usunięta  | [ 85 ] |

## W Polsce

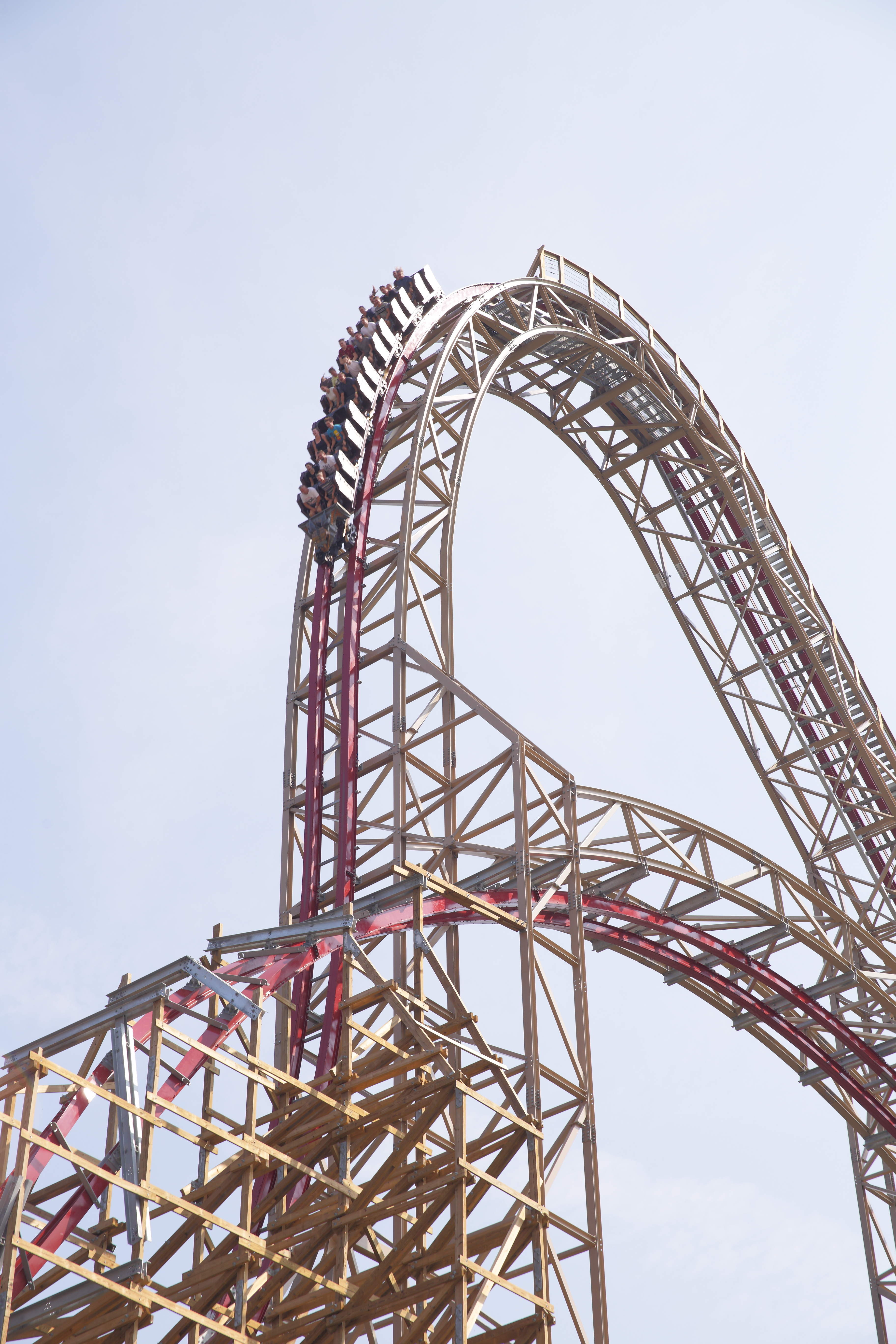
Zadra, Energylandia

W roku 2024 w Polsce znajdowały się dwie kolejki górskie należące do kategorii hyper coaster.
| # | Nazwa    | Park   | Park         | Wysokość 1. spadku | Wysokość konstrukcji | Status | Źródło |
| - | -------- | ------ | ------------ | ------------------ | -------------------- | ------ | ------ |
| 1 | Hyperion | Polska | Energylandia | 82 m               | 77 m                 | działa | [ 5 ]  |
| 2 | Zadra    | Polska | Energylandia | 62,8 m             | 62,8 m               | działa | [ 6 ]  |